# هيلين براون (مؤلفة)
هيلين براون (بالإنجليزية: Helen Brown)‏ (1954، نيو بلايموث في نيوزيلندا)؛ روائية نيوزيلندية.